# Tổng tuyển cử Costa Rica 2010
Costa Rica tổ chức cuộc bầu cử nghị viện và tổng thống ngày 7 tháng 2 năm 2010. Các đảng cầm quyền trước ngày bầu cử, Đảng Giải phóng Dân tộc cánh trái, đưa cựu Phó Tổng thống Laura Chinchilla ra làm ứng cử viên tổng thống, trong khi đảng tự do cá nhân, Đảng Phong trào Tự do đề cử cựu lập pháp Otto Guevara. Thăm dò dư luận trước khi cuộc bỏ phiếu bắt đầu luôn đặt Chinchilla trong vị thế dẫn đầu, một xu hướng được xác nhận trong cuộc đếm phiếu trong đêm, cho thấy Chinchilla nhận được 46,76% số phiếu.
Bản mẫu:Chính trị Costa Rica
Cuộc bầu cử có sự giám sát của các quan sát viên từ một số quốc gia, cũng như từ Tổ chức các Quốc gia châu Mỹ. Tổng thống Óscar Arias không đủ tư cách để giữ hai nhiệm kỳ liên tiếp

## Ứng cử viên tổng thống
Các ứng cử viên gồm:
- Laura Chinchilla Miranda (Đảng Giải phóng Dân tộc cầm quyền, phó tổng thống 2006-08)
- Ottón Solís (Đảng Hành động Công dân đối lập, ứng cử năm 2006)
- Otto Guevara (Movimiento Libertario, ứng cử năm 2006)
- Luis Fishman (Đảng Đoàn kết Kitô giáo Xã hội bảo thủ, phó tổng thống dưới thời Abel Pacheco)